# Norvel Pelle
Norvel Pelle, né le 3 février 1993, à Saint John's, en Antigua-et-Barbuda, est un joueur antiguayen, naturalisé américain, ayant la nationalité libanaise, de basket-ball. Il évolue au poste de pivot.

## Biographie
Le 2 juillet 2019, il signe un contrat two-way avec les 76ers de Philadelphie. Le 7 février 2020, son contrat est converti en un contrat régulier.
Le 22 janvier 2021, il s'engage avec les Nets de Brooklyn. Le 16 février 2021, il est coupé.
Le 25 février 2021, il signe un contrat de 10 jours en faveur des Kings de Sacramento.
Le 2 avril 2021, il signe un contrat de 10 jours avec les Knicks de New York. Le 22 avril 2021, il signe un contrat de plusieurs saisons en faveur des Knicks de New York. Il est licencié en juillet[réf. nécessaire].
Le 24 décembre 2021, il signe un contrat de 10 jours avec les Celtics de Boston mais il ne jouera pas avec la franchise. Début janvier 2022, il signe le même contrat avec le Jazz de l'Utah[réf. nécessaire].